# Eucera algira
Eucera algira är en biart som beskrevs av Gaspard Auguste Brullé 1840. Eucera algira ingår i släktet långhornsbin, och familjen långtungebin. Inga underarter finns listade i Catalogue of Life.